# 813 до н. е.

## Події
Цар Вавилону Баба-ах-іддін продовжив війну з Ассирією. За іншими даними цього року втратив трон цар Вавилону Мардук-балассу-ікбі.

### Астрономічні явища
- 2 березня. Кільцеподібне сонячне затемнення.[1]
- 26 серпня. Повне сонячне затемнення.[1]